# Gli invasati (film)
Gli invasati (The Haunting) è un film del 1963 diretto da Robert Wise.

## Trama
Nei suoi 90 anni di esistenza, Hill House, la dimora dei Crain, si è costruita una sinistra fama. Qui hanno trovato morte violenta le due mogli del proprietario. Vi è invecchiata, senza mai lasciare la camera dei bambini, la figlia Abigail; ed è stata trovata impiccata, suicida, la sua dama di compagnia, che aveva ereditato la magione. Si racconta che strani fenomeni accadano tra le pareti senza angoli retti e gli accessi sbilenchi dell'enorme casa. L'antropologo John Markway, specializzato nello studio del paranormale, elegge il luogo come sede per le sue ricerche. Lo accompagnano come collaboratrici due donne di comprovata iper-sensitività nei confronti del preter-naturale, Eleanor e Theodora, e lo scettico Luke, futuro erede della proprietà.
Ben presto, il quartetto diviene testimone di fenomeni di difficile spiegazione: sinistri tonfi cadenzati e vibrazioni delle pareti, rumori simili a passi, sibili, gorgoglii, correnti d'aria gelata. La più scossa appare Eleanor. Afflitta da un senso di colpa per la morte della madre, cui, dopo anni di assistenza, aveva fatto mancare il soccorso nel momento fatale, la donna ha stabilito un rapporto particolare col luogo e particolari collegamenti con le esistenze dei suoi trascorsi abitatori.
L'improvvisa apparizione di un volto, da una botola, in cima alla pericolante scala a chiocciola della biblioteca, dove si era impiccata la dama di compagnia, anch'essa sospettata, all'epoca, di aver ignorato le richieste d'aiuto della padrona, in punto di morte, infligge il colpo di grazia alla fragile psiche di Nora. Si conviene di rimandarla a casa. Ma la donna non vuole recidere il legame stabilito con Hill House. Approfittando di un attimo di disattenzione dei suoi compagni, si lancia con l'auto in una folle corsa per il parco della villa, finendo contro un albero, lo stesso contro cui era finita la carrozza della prima moglie di Crain, causandone la morte.
Un attimo prima dell'impatto mortale, Eleanor è stata distratta da una figura di donna in movimento. Si tratta della moglie di Markway. Dopo aver raggiunto il marito ed essersi sistemata nella camera dei bambini, la donna, spaventata da strani rumori, si era aggirata, prima per la villa - suo era il volto apparso dalla botola -, successivamente nel parco. Nulla di soprannaturale, dunque. Ma la villa, ora, dopo aver ricevuto il sacrificio di Eleanor, appare placata.

## Produzione
La lavorazione iniziò il 1º ottobre 1962. Per gli interni, le riprese ebbero luogo presso gli studios di Borehamwood (Regno Unito), una ventina di chilometri a nord di Londra (Moby Dick, la balena bianca, Il dottor Živago, 2001: Odissea nello spazio). Julie Harris racconta di essere stata fortemente influenzata, nel suo umore, dal clima umido e rigido, dalla fitta nebbia che accompagnava i suoi quotidiani tragitti da Londra e di come, nel corso di una sessione di trucco fosse scoppiata in un pianto, privo di cause apparenti.
Anche Russ Tamblyn conferma la circostanza di una Harris chiusa in se stessa, appartata rispetto al resto del cast, in cui regnava una perfetta armonia, quasi ad imitare nella vita reale il carattere di Eleanor, il personaggio interpretato nel film.
L'attore indica alcuni fattori che contribuirono ad ottenere un " risultato stupefacente "; "...il capolavoro di Robert Wise, secondo la maggior parte dei critici; un horror potente ed ambiguo, giocato su minimi elementi visivi e sonori, in grado di costituire un modello inarrivabile di tensione e costruzione narrativa." Tra essi cita la capacità di raccoglimento e concentrazione consentita agli attori dal silenzio della campagna inglese, che si trasmetteva al set; e l'eccezionale livello professionale di tecnici ed artigiani, ad esempio nella ricostruzione del gotico degli interni, col prevalere delle tonalità cupe del rosso e del marrone che, per quanto non percepibili nel B/N della fotografia, suggerivano agli interpreti atmosfere e toni dell'azione.
Anche il regista tributa un omaggio alle scenografie: nelle potenzialità offerte ai movimenti della macchina da presa e allo spostamento degli interpreti egli la definisce essenziale al film.
La musica di Humphrey Searle, che ricorre anche ad effetti elettronici, costituisce "...un vero e proprio catalogo uditivo dell'orrore"

## Critica
Assolutamente privo di effetti speciali (se si eccettua una porta che si incurva verso l'interno, sotto la spinta di un ragazzo dello staff), il film conserva l'ambiguità, l'equilibrio tra soggettività ed oggettività, la libertà interpretativa del romanzo di Shirley Jackson. In nessun momento, lo spettatore ha la certezza che quanto accade (molto poco, se ci si limita all'evidenza fisica) sia reale, oppure frutto dell'immaginazione dei protagonisti, in particolare Eleanor.
In epoca di declino dei rigidi precetti del codice Hays, passò relativamente inosservata, forse perché inconsapevole allo stesso personaggio, l'evidente attrazione lesbica di Theodora per Eleanor, tanto evidente da indurre regista e sceneggiatore a cancellare una scena - Theodora che scrive col rossetto sullo specchio della sua camera " Ti odio " - che avrebbe potuto alterare l'equilibrio della narrazione.

## Distribuzione
Il film, costato 1400000 $, ebbe un discreto ritorno in termini economici.. In Italia fu vietato ai minori di 14 anni.

## Remake
Nel 1999 il regista Jan de Bont firmò il remake della pellicola che reca il nome di Haunting - Presenze, ispirato anch'esso al romanzo L'incubo di Hill House di Shirley Jackson.